# Łosice
Łosice (udtale: [wɔˈɕit͡sɛ]  ( hør); yiddish: לאָשיץ Loshitz, russisk: Лосице / Лoсічы Lositze)  er en by der ligger i det østlige, centrale Polen, i den østligste del af voivodskabet Masovien (Województwo mazowieckie) og har 7.033(2021) indbyggere og et areal på 23,75 km². Den er administrationsby i powiatet (amt) Łosice. 

## Historie
Łosice blev første gang nævnt i 1264, som en middelalderlig bebyggelse fra omkring det 11.-13. århundrede; Den ligger nær landsbyen Dzięcioły. Beliggenheden forhindrede imidlertid byens videre udvikling, og i slutningen af det 15. århundrede og begyndelsen af det 16. århundrede flyttede byen til Łosices nuværende placering.